# Харб ибн Умайя
Харб ибн Умайя (араб. حرب بن أمية‎) — сын Умайя ибн Абд Шамса. Отец Абу Суфьяна и дед первого омейядского халифа Муавии I. Лидер курейшитов и кинанитов во время Войны аль-Фиджар.